# Euantennaria mucronata
Euantennaria mucronata är en svampart som först beskrevs av Jean François Montagne, och fick sitt nu gällande namn av S. Hughes 1972. Euantennaria mucronata ingår i släktet Euantennaria och familjen Euantennariaceae.   Inga underarter finns listade i Catalogue of Life.